# North Muskham
North Muskham est une paroisse civile et un village du Nottinghamshire, en Angleterre.